# Nördliche Seeniederung Fehmarn
Die Nördliche Seeniederung Fehmarn ist ein Naturschutzgebiet am Nordrand der schleswig-holsteinischen Insel Fehmarn.
Das rund 751 Hektar große Naturschutzgebiet ist unter der Nummer 206 in das Verzeichnis der Naturschutzgebiete des Ministeriums für Energiewende, Landwirtschaft, Umwelt und ländliche Räume eingetragen. Es steht seit dem 29. August 2014 unter Schutz. Zuständige untere Naturschutzbehörde ist der Kreis Ostholstein. Das Naturschutzgebiet ist größtenteils Bestandteil der FFH-Gebiete „Küstenstreifen West- und Nordfehmarn“ und „Meeresgebiet der östlichen Kieler Bucht“ und des EU-Vogelschutzgebietes „Östliche Kieler Bucht“. Im Nordosten grenzt es an das Naturschutzgebiet „Grüner Brink“ sowie streckenweise an das Landschaftsschutzgebiet „Insel Fehmarn“.
Das aus drei Teilflächen bestehende Naturschutzgebiet liegt im Norden der Insel Fehmarn. Es erstreckt sich entlang des Küstenbereichs und stellt die hinter dem Deich liegenden Lagunen und Seen mit den sie umgebenden Flächen, im nordwestlichen Bereich am Markelsdorfer Huk und dem südwestlich davon liegenden Bereich auch die vor dem Deich liegenden Lagunen und Seen sowie hier auch den angrenzenden Flachwasserbereich der Ostsee unter Schutz. Das Naturschutzgebiet wird von einer Ausgleichsküste als ostseeküstentypische Landschaft mit Strandwallbildungen und eingeschlossenen Lagunen und Binnenseen geprägt. Die Flächen zwischen den Lagunen und Seen werden in erster Linie von Feuchtbereichen, Salzwiesen, flachen Küstenniedermooren und Grünlandbereichen eingenommen. Im Nordwesten und Westen des Naturschutzgebietes sind Dünenbereiche, Kiesstrände und Spülsäume zu finden (die in den östlich daran anschließenden Bereichen nicht Bestandteil des Naturschutzgebietes sind). Hier siedelt u. a. Meerkohl. Die Weißdünen werden von Strandhafer besiedelt. Weiterhin sind Strandplatterbse und Stranddistel zu finden. Auf den sich landeinwärts anschließenden Dünenbereichen wächst krautige Vegetation. 
Das Naturschutzgebiet ist Lebensraum u. a. von Rohrweihe, Rohrdommel, Mittelsäger, Knäkente, Kolbenente, Säbelschnäbler, Rotschenkel, Bekassine, Kiebitz, Tüpfelsumpfhuhn, Zwerg- und Flussseeschwalbe sowie Schilfrohrsänger, die alle hier auch brüten. Als Rastgebiet hat es eine Bedeutung für Graugans, Singschwan, Reiherente und Goldregenpfeifer. Weiterhin ist es Überwinterungsgebiet für verschiedene Enten. Das Naturschutzgebiet ist auch Lebensraum von Kammmolch und Rotbauchunke. Es war Teilgebiet des LIFE-Bombina-Projektes. So wurden hier die Lebensbedingungen der Rotbauchunke verbessert. Auch Kreuz- und Wechselkröte sind hier heimisch.
Teile des Naturschutzgebietes werden zur Pflege mit Robustrindern beweidet. Sie halten die Landschaft offen und verhindern ein Verlanden der Gewässer. Die Grünlandbereiche werden extensiv genutzt. Durch das Naturschutzgebiet verlaufen mehrere Wege, über die u. a. die östlich des Markelsdorfer Huks liegenden Campingplätze, Ausflugslokale und die außendeichs liegenden und nicht in das Naturschutzgebiet einbezogenen Strandabschnitte erreichbar sind. In der Nähe des Markelsdorfer Huks befindet sich eine Beobachtungsplattform. Das Naturschutzgebiet grenzt auf der Insel Fehmarn nahezu vollständig an landwirtschaftliche Nutzflächen.